# Stazione di Asakusa
La stazione di Asakusa (浅草駅?, Asakusa-eki) è una stazione ferroviaria e metropolitana di Tokyo situata nell'area di Asakusa nel quartiere di Taitō. La stazione è il principale hub delle Ferrovie Tōbu.

## Linee

### Treni
- Ferrovie Tōbu
  - ● Linea Tōbu Isesaki

### Metropolitana
- Tokyo Metro
  -  Linea Ginza
- Toei Metro
  -  Linea Asakusa

## Caratteristiche

### Stazione Tōbu
La stazione delle Ferrovie Tōbu è situata in un grande edificio condiviso coi grandi magazzini Matsuya in superficie. La stazione viene usata dai treni locali e dagli espressi limitati. A causa della realizzazione con curvature strette dei binari, i treni nel primo tratto in uscita dalla stazione non possono andare oltre i 15 km/h.